# Wanda McKay
Wanda McKay, née Dorothy Quackenbush le 22 juin 1915 à Portland (en Oregon) et morte le 11 avril 1996 à Rancho Mirage (en Californie), est une actrice et mannequin américaine.

## Biographie
Elle naît en 1915 dans l'Oregon, de Guy Glenn Quackenbush et de Ethel Zula (née Shields). Sa famille déménage au Texas, à Fort Worth. Plus tard, Wanda part s’installer à New York où elle devient mannequin. Son image est utilisée pour promouvoir la marque de cigarettes Chesterfield. En 1938, elle travaille comme hôtesse de l'air pour la compagnie aérienne Trans World Airlines, qu'elle représente lors d'un concours de beauté au « Birmingham Air Show » : elle en est la gagnante et est élue « Miss American Aviation ».
En 1939, elle est repérée par un chercheur de talents, et signe, à 24 ans, un contrat avec Paramount Pictures. Au début, elle fait de petites apparitions non créditées, puis au cours des années 1940, elle obtient des rôles principaux dans de nombreux films de série B, travaillant notamment pour des petits studios tels que PRC et Monogram Pictures.
En 1941, elle épouse Benjamin Wallace Roscoe et divorce l'année suivante. Elle a un fils, Richard.
Dans les années 1950, les rôles au cinéma se font rares pour elle. Elle a un rôle mineur dans le grand film musical La Veuve joyeuse (1952) avec Lana Turner et Fernando Lamas. Sa dernière apparition au cinéma est dans un petit rôle non crédité, dans la comédie Dix Mille Chambres à coucher (1957) dont la vedette est Dean Martin. À la télévision, elle tourne en 1951 dans un épisode de la série télévisée western The Lone Ranger, intitulé Trouble at Black Rock.
En 1977, elle épouse le chanteur et compositeur Hoagy Carmichael, un mariage qui dure jusqu'à sa mort en 1981.
Wanda McKay meurt d'un cancer le 11 avril 1996, à l'âge de 80 ans.

## Filmographie partielle
- 1940 : Dancing on a Dime de Joseph Santley
- 1941 : The Pioneers : Suzanna Ames
- 1941 : Twilight on the Trail (en) : Lucy Brent
- 1941 : New York Town de Charles Vidor : rôle mineur (non crédité)
- 1941 : The Royal Mounted Patrol : Betty Duvalle
- 1942 : Rolling Down the Great Divide : Rita
- 1942 : The Lone Rider in Texas Justice : Kate Stewart
- 1942 : One Thrilling Night : Millie Jason
- 1942 : Law and Order : Linda Fremont
- 1942 : Le Monstre de minuit (Bowery at Midnight) de Wallace Fox : Judy Malvern
- 1943 : Corregidor (1943) : l’infirmière Jane 'Hey-Dutch' Van Dornen
- 1943 : The Black Raven : Lee Winfield
- 1943 : Let's Face It : Chorus Girl (non crédité)
- 1943 : Danger! Women at Work : Doris Bendix
- 1943 : Deerslayer : Hetty Hutter
- 1943 : Smart Guy : Jean Wickers
- 1944 : What a Man! : Joan Rankin
- 1944 : L'Esprit diabolique (Voodoo Man) de William Beaudine : Betty
- 1944 : Le Créateur de monstres (en) (The Monster Maker) de Sam Newfield : Patricia
- 1944 : Raiders of Ghost City (1944, Serial) : Cathy Haines
- 1944 : Leave It to the Irish : Nora O'Brien
- 1944 : La Belle de l'Alaska (Belle of the Yukon) : Cherie Atterbury
- 1945 : There Goes Kelly : Anne Mason
- 1945 : Hollywood and Vine : Martha Manning
- 1945 : Sensation Hunters : Helen
- 1947 : Kilroy Was Here : Connie Harcourt
- 1947 : Jiggs and Maggie in Society : Millicent Perker
- 1948 : Stage Struck : Helen Howard
- 1948 : Jinx Money : Virginia
- 1948 : Jungle Goddess : Greta Vanderhorn
- 1948 : The Golden Eye : Evelyn Manning
- 1948 : The Story of Life :
- 1948 : Because of Eve : Sally Stephens
- 1950 : Suzy... dis-moi oui ! (A Woman of Distinction) : Merle, la fille de la boutique (non crédité)
- 1951 : Roaring City (en) de William Berke : Sylvia Rand
- 1952 : La Veuve joyeuse (The Merry Widow) : la fille chez Maxim's (non crédité)
- 1957 : Dix Mille Chambres à coucher (Ten Thousand Bedrooms) : opératrice à New York (non crédité)